# Круамар
Круама́р (фр. Croismare) — коммуна во французском департаменте Мёрт и Мозель региона Лотарингия. Относится к  кантону Люневиль-Сюд.	

## География
Круамар расположен в 28 км к востоку от Нанси. Соседние коммуны: Маренвиллер на юго-востоке, Монсель-ле-Люневиль на юго-западе, Люневиль, Шантеё и Жоливе на западе, Сьонвиллер на северо-западе.

## История
Земли, на которых стоит нынешний Круамар, принадлежали сеньорату де Одонвиллер (Haudonviller, ранее Haidumviller в 1157 году и de Hadonvillari в 1424). В 1712 году герцог Лотарингии Леопольд I Лотарингский возвёл деревню до статуса маркизата в пользу одного из членов семьи де Бово-Краон, происходившего из местечка Краон (сейчас департамент Майен).
В 1767 году Людовик XV возвёл в маркизы Луи-Эжена де Круамар, носившего свой титул по поселению Круа-Мар в Верхней Нормандии. Таким образом, Круамар получил своё название от деревни в Нормандии. Слово mare, использовавшееся в то время исключительно в Нормандии, означает море, озеро или пруд.

## Демография
Население коммуны на 2021 год составляло 639 человек.
| 1962 | 1968 | 1975 | 1982 | 1990 | 1999 | 2010 | 2021 |
| ---- | ---- | ---- | ---- | ---- | ---- | ---- | ---- |
| 689  | 668  | 608  | 617  | 638  | 596  | 618  | 639  |

## Достопримечательности
- Замок XIV века, сооружён около 1602 года, в начале XVIII века Марк де Бово, маркиз де Краон купил эту землю и снёс старый замок, построив на его месте в 1711 году (арх. Жермен Боффран) новый замок. В 1812 году замок был разрушен.